# Platinum End
《Platinum End》（日语：プラチナエンド）是一部日本少年漫画，由大场鸫原作、小畑健作画，于《Jump Square》2015年12月号正式开始连载，该号杂志的正式发售日期是2015年11月4日。香港版及台灣版都將此作品歸類為18禁。
改編電視動畫將於2021年10月7日首播。

## 概要
大场鸫和小畑健继《死亡笔记》及《爆漫王。》后又一次合作的作品，在集英社的月刊漫画《Jump Square》进行连载。

## 故事简介
架桥明日是一名普通的初中生，他渴望得到幸福，但残酷的现实让他深感无力。终于在初中毕业的那一天选择了从天台跳下自杀，但令人意外的是他被特级天使娜絲救起，娜絲答应给予他幸福，并且给了架桥明日「天使之翼」和「天使之箭」，这是让他能够随心所欲地高速飞行、剥夺其他人的生命又或者让人爱上他的能力。同时架桥明日也是13名神的候選人之一，神的候選人用限時999天的时间来競爭成为下一届的神。“每个人都是为了得到幸福而生，每个人都是为了更加幸福而活”，这是明日的妈妈经常说的话，那么架桥明日会怎么运用他意外获得的超能力呢，又会做出怎样的人生选择呢……

## 登场人物

### 主要人物
架桥明日（聲：入野自由、坂本真綾（幼少期））
本作主角。从娜賽那裏獲得「天使之翼」和「天使之箭」的少年，小時候因為父母被姑姑與姑丈蓄意謀殺，而被騙至姑姑家寄宿，卻遭到不平等對待，娜賽揭開真相後，利用紅箭無意殺死了姑姑。後而反思自己的过去，并决意要幸福地活下去。神的候選人之一。
英雄服裝為連帽的賽車運動套裝與防塵口罩，黑衣紫邊。
喜歡的人是小咲，曾被對方以紅箭刺中。
娜賽（聲：小倉唯）
特级天使，個性單純，救了從高樓跳樓自殺的架桥明日，给予他活下去的希望和「能力」，期待帮助他获得幸福。作为天界决定下一届神的13名天使之一。
花籠咲（聲：M·A·O）
架桥明日喜歡的對象。小時候因與其他同學排擠架橋明日，故產生罪惡感，在明日跳樓後也選擇自殺，後來被天使勒貝爾所救。與架橋明日就讀同一所高中。神的候選人之一。英雄服裝為高機動型的貓型裝甲。因勒貝爾成為1級天使的緣故，也擁有了翅膀，並前往遊樂園拯救明日與六階堂。
勒貝爾（聲：花江夏樹）
1級天使。被娜絲稱為狡黠天使，但自稱是謀士。之後過於關心小咲，流下了眼淚，因為目前並沒有天使會流下眼淚，故勒貝爾從2級天使成為了能體會人類情感的1級天使。

### 神的候選人
羅德里格斯頓間（聲：杉田智和）
搞笑藝人，神的候選人之一。利用路塔的紅箭讓眾多偶像藝人都順從他，最後被「都市奇俠」的白箭射殺身亡。
路塔（聲：子安武人）
2級天使。對天界决定下一届神候選毫無興趣。
六階堂七斗（聲：森川智之）
神的候選人之一，身患末期癌症，死前被知識天使芭雷說服，成為神的候選人。考慮到死後餘下妻兒的生活，用紅箭從一個日本富豪手中拿了二億日元作為安家費。爾後，努力尋找其他神的候選人，希望阻止“都市警察”成為神，而利用「紅箭」請14位偵探與心理學家幫忙找出同伴。知道架橋和花籠也是神的候選人後，認為他們是有良心的人，所以遊說他們同意自己的計劃。架橋提出要他繼續接受續命治療為條件，而答應合作。
英雄服裝為自衛隊的防火衣。
芭雷（聲：茅野愛衣）
原本是特級天使，因為炫耀自己的智慧所以被降級成為1級天使，別名為智慧天使。
生流奏 / 都市奇俠（聲：石川界人）
神的候選人之一，與架橋明日一樣同是學生。為了復活妹妹而要成為神。偷走特攝片集《都市奇俠》的服裝，起初以正義朋友的形象協助打擊罪案，獲得社會信任。聲稱由上天派來，要打敗12名敵人，召集其他神的候選人去神保球場會談。事實上，在神保球場安排了演員協助演出，目的是引出其他神的候選人並殺害。
梅薩（聲：井上喜久子）
特級天使，為慾望天使。
田淵三郎（聲：吉野裕行）
神的候選人之一，是名考不上大學的浪人，在學業失敗打算和畠山省吾一起尋死之時遇到天使艾古拉，成為神的候選人。自持有豐富學識和對箭的用法熟練，身穿黃色都市奇俠裝，前往神保球場向都市奇俠挑戰。最後不敵都市奇俠，被射了紅箭後再被白箭射殺。
艾古拉
1級天使。
畠山省吾（畠山 省吾（はたけやま しょうご），聲：平川大輔）
神的候選人之一，考了三次大學均落榜，在學業失敗打算和田淵三郎一起尋死之時遇到天使艾瑪卡，成為神的候選人。自持有豐富學識和對箭的用法熟練，身穿藍色的都市奇俠裝，前往神保球場向都市奇俠挑戰，最終不敵都市奇俠被殺。
艾瑪卡
1級天使。
底谷一（聲：前野智昭）
神的候選人之一，有語言障礙，生在貧苦家庭且長相並不怎麼好看，被家人與同儕之間唾棄，平時送報維生。直到青春期高峰時，母親上吊自殺，就在也想赴入黃泉之時，被直覺天使巴爾塔所救。在都市奇俠第一次演說完後，便開始崇拜他，也將自己整形成外貌帥氣的面貌，Gran Tower事件時看到明日與六階堂戰鬥將都市奇俠逼到絕境後，誓死要守護他。於是與天使展開調查，得知都市奇俠身份為生流奏後，便用紅箭控制同為上層學園的女學生—野口來聯絡他，後來生流奏提出條件要底谷一將神候補裝入箱子裡才能成為他的手下，於是將六階堂的妻子與女兒抓起來做俘虜。
之後被花籠咲的紅箭射中，從中明白到生流奏只是一個冷酷的殺人狂魔而協助明日。
巴爾塔（聲：綠川光）
直覺天使，1級，相隨着底谷一的天使 。
中矢間知代
神的候選人之一，小學生，因受到校園欺凌而對人生絕望，遇到天使賈米。在神保球瑒響應田淵和畠山的號召現身，卻被都市警察用紅箭射中操控，被利用完後更遭毫不留情殺死。
賈米（聲：芳野由奈）
2級天使
手毬由理（聲：大西沙織）
一位在廣告公司工作的女性。在兩次嘗試自殺後，他成為神的候選人。嗜好是SNS，自從成為神的候選人後就過著奢華的生活。
亞賽利（聲：竹内良太）
真實天使。相隨著由理的2級天使 。
結系向（聲：潘めぐみ）
小學生。對未來感到擔憂、孤獨寂寞的時候，佩內瑪給了他紅箭和翅膀。後來，他在神保球場親眼目睹了都市警察的屠殺感到驚恐，知道其真實身份是奏時，措手不及把他變成了拿著紅箭的僕人，在他死後得到了大量的翅膀、紅箭和白箭。隨後，他向世人啟示了神候選的秘密。
佩內瑪（聲：KENN）
遊戲天使。相隨著結系向的1級天使 。
中海修滋（聲：山下大輝）
國中生。他支持安樂死，自己也有自殺的念頭。成為神的候選人後，他利用天使工具幫助那些想死的人自殺。
歐迦洛（聲：朴璐美）
暗之天使，對於作特級天使沒有興趣，唯一了解天界黑暗世界的天使。
米田我工（聲：津田健次郎）
曾獲諾貝爾獎的大學教授。他被稱為「世界上最好的大腦」。
姆尼（聲：平野文）
破壞天使。特級天使。認為 虛偽的天界，虛偽的神，虛偽的神所創造 充滿慾望的虛位天使，這些東西最好都不要存在。

### 其他
山田美美美（聲：前田佳織里）
通稱美3，為連續殺人犯，曾當過讀者模特兒。從女子少年院脫逃後，被都市警察賦予翅膀與紅箭，並聽命於他。後來被都市警察所設下的炸彈波及而死。

## 出版書籍
| 卷數 | 集英社        | 集英社                 | 文化傳信       | 文化傳信               | 東立出版社     | 東立出版社             |
| 卷數 | 發售日期      | ISBN                   | 發售日期       | ISBN                   | 發售日期       | EAN / ISBN             |
| ---- | ------------- | ---------------------- | -------------- | ---------------------- | -------------- | ---------------------- |
| 1    | 2016年2月4日  | ISBN 978-4-08-880637-2 | 2016年7月27日  | ISBN 978-962-8896-81-4 | 2016年8月10日  | EAN 471094554918-7     |
| 2    | 2016年5月7日  | ISBN 978-4-08-880709-6 | 2016年8月11日  | ISBN 978-962-8896-97-0 | 2016年11月25日 | ISBN 978-986-470-525-2 |
| 3    | 2016年8月4日  | ISBN 978-4-08-880760-7 | 2016年9月15日  | ISBN 978-962-8925-23-7 | 2017年1月20日  | ISBN 978-986-470-847-5 |
| 4    | 2016年11月4日 | ISBN 978-4-08-880814-7 | 2016年12月7日  | ISBN 978-988-8319-49-7 | 2017年3月20日  | ISBN 978-986-482-347-5 |
| 5    | 2017年2月3日  | ISBN 978-4-08-881009-6 | 2017年3月28日  | ISBN 978-988-8318-49-0 | 2017年5月10日  | ISBN 978-986-4828-18-0 |
| 6    | 2017年6月2日  | ISBN 978-4-08-881080-5 | 2017年8月22日  | ISBN 978-988-8318-18-6 | 2017年9月18日  | ISBN 978-986-486-457-7 |
| 7    | 2017年11月2日 | ISBN 978-4-08-881161-1 | 2017年12月23日 | ISBN 978-988-8320-11-0 | 2018年1月12日  | ISBN 978-957-26-0153-2 |
| 8    | 2018年4月4日  | ISBN 978-4-08-881370-7 | 2018年6月2日   | ISBN 978-988-8510-09-2 | 2018年6月4日   | ISBN 978-957-26-1125-8 |
| 9    | 2018年9月4日  | ISBN 978-4-08-881426-1 | 2018年11月9日  | ISBN 978-988-8510-38-2 | 2019年1月19日  | ISBN 978-957-26-1895-0 |
| 10   | 2019年2月4日  | ISBN 978-4-08-881729-3 | 2019年5月3日   | ISBN 978-988-8510-78-8 | 2019年4月26日  | ISBN 978-957-26-2896-6 |
| 11   | 2019年7月4日  | ISBN 978-4-08-881887-0 | 2019年9月20日  | ISBN 978-988-8511-04-4 | 2019年11月1日  | ISBN 978-957-26-3790-6 |
| 12   | 2020年2月4日  | ISBN 978-4-08-882190-0 | 2020年5月15日  | ISBN 978-988-8511-42-6 | 2020年7月16日  | ISBN 978-957-26-5012-7 |
| 13   | 2020年9月4日  | ISBN 978-4-08-882392-8 | 2020年11月19日 | ISBN 978-988-8511-67-9 | 2021年6月7日   | ISBN 978-957-26-5818-5 |
| 14   | 2021年2月4日  | ISBN 978-4-08-882555-7 | 2021年4月28日  | ISBN 978-988-8511-90-7 | 2021年9月24日  | ISBN 978-957-26-6575-6 |

## 電視動畫
電視動畫於2021年10月8日深夜至2022年起在TBS電視台、BS11等頻道連續兩季度播出，全24話。

### 製作人員
- 原作：大場鶇、小畑健（集英社「JUMP SQ.」連載）
- 監督：高橋秀彌
- 角色設計：大舘康二
- 系列構成：豬爪慎一
- 美術監督：草薙（KUSANAGI）
- CGI監督：池田正憲（Digital Frontier）
- 音響監督：濱野高年
- 音樂：得田真裕
- 音樂製作人：橫尾勇亮
- 音樂制作：波麗佳音
- 音響制作：Magic Capsule
- 動畫制作：SIGNAL.MD

### 主題曲
片頭曲：「Sense」（BAND-MAID）
作詞：MIKU KOBATO
作曲・編曲：BAND-MAID
片尾曲：「降伏論」（宮下遊）
作詞：hotaru
作曲：Tom-H@ck
編曲：KanadeYUK

### 播放電視台
日本深夜動畫：下文記載的日本国内播放時間使用日本標準時間（UTC+9）表示。因為部分時間标识會採用30小时制，因此請留意这类超过24:00的时间，其實際播放時間為翌日清晨。
| 播放日期       | 播放時間                           | 播放電視台 | 播放區域 | 備註                           |
| -------------- | ---------------------------------- | ---------- | -------- | ------------------------------ |
| 2021年10月8日- | 星期五 25:28 - 25:58（星期六深夜） | TBS電視台  | 關東地區 | 製作参加                       |
| 2021年10月8日- | 星期五 23:30 - 24:00               | BS11       | 日本全國 | 製作参加 BS放送 『ANIME+』時段 |

### 各話列表
| 話數   | 日文標題 | 中文標題       | 劇本     | 分鏡               | 演出               | 作畫監督 | 總作畫監督         | 首播日期       |
| ------ | -------- | -------------- | -------- | ------------------ | ------------------ | --- | ------------------ | -------------- |
| 第1話  |          | 天使的禮物     | 猪爪慎一 | 髙橋秀弥           | 髙橋秀弥           | 大舘康二 |                    | 2021年 10月8日 |
| 第2話  |          | 正義的英雄     | 猪爪慎一 | 大槻敦史           | 西畑佑紀           | 森田二惟奈、重本和花子、チャ ミョンジュン、ク ジャチョン、加藤初重、蘇詩宜 | 重本和花子         | 10月15日       |
| 第3話  |          | 憧憬之人       | 大西信介 | 黄瀬和哉           | Jang Hee kyu       | Jeong Yeon soon、Joung Eun joung、Kim Yoon jung、Won Chang hee | Cindy H. Yamauchi  | 10月22日       |
| 第4話  |          | 集結的瞬間     | 石田勝也 | 佐藤竜雄           | 外山草             | 福地祐香、玉井あかね、竹谷今日子、チャ ミョンジュン、ク ジャチョン | 大舘康二           | 10月29日       |
| 第5話  |          | 死亡宣告       | 冨岡淳広 | 坂田純一           | Oh Eun soo         | Kwon Oh sik、Kim Si won、Park Se young、Joung Eun joung | Cindy H. Yamauchi  | 11月5日        |
| 第6話  |          | 苦澀的二選一   | 猪爪慎一 | 青山弘             | 西畑佑紀           | KIM BONG-DUK、JO EUN-KYUNG、KIM YUN-JUNG、YEON JI-HYE、LIM SU-KYUNG | 重本和花子         | 11月12日       |
| 第7話  |          | 塔的噩夢       | 石田勝也 | 久保雄介           | 久保雄介           | 山﨑匠馬、西谷衆平、竹谷今日子、末澤慧、吉田大洋、福地祐香、古山瑛一朗、HANGXINHUA、GUYINQIU、Yu seunr hee、Park myoung whan                                                                               | 大舘康二           | 11月19日       |
| 第8話  |          | 約定的印記     | 大西信介 | 吉川博明           | Jang Hee kyu       | Joung Eun joung、Kim Si won、Park Se young、Kwon Oh sik、Lim Keun soo、Park Hoon | Cindy H. Yamauchi  | 11月26日       |
| 第9話  |          | 刺客之顏       | 冨岡淳広 | Royden B           | 大西健太           | 王世林、楊鋭、玉井あかね、西谷衆平、福地祐香、山﨑匠馬、Kim Ji-young | 重本和花子         | 12月3日        |
| 第10話 |          | 淚水的去向     | 大西信介 | 坂田純一           | 中原れい           | Kim Si won、Park Se young、Joung Eun joung、Park Hoon | 大舘康二           | 12月10日       |
| 第11話 |          | 自身價值       | 石田勝也 | 長田伸二、大槻敦史 | 長田伸二           | 福地祐香、玉井あかね、森田二惟奈、蘇詩宜、朝香栞、山﨑匠馬、竹谷今日子、末澤慧、西谷衆平、本田創一、加藤初重、チャ ミョンジュン、クォン ヒュンエ、Yu seunr hee、Kim Kyung Ho、Wang Yi、Xu Hui、Yuan Senmao | Cindy H. Yamauchi  | 12月17日       |
| 第12話 |          | 毫釐之差的攻防 | 冨岡淳広 | 吉川博明           | 貞光紳也           | KIM BONG DUK、JO EUN KYUNG、KIM YUN JUNG、YEON JI HYE、KIM JUN O、HONG IN SU | 重本和花子         | 12月24日       |
| 第13話 |          | 世界的和平     | 猪爪慎一 | 大槻敦史           | 西畑佑紀           | | 大舘康二           | 2022年1月7日   |
| 第14話 |          | 兩束光芒       | 冨岡淳広 | 久保雄介           | 久保雄介           | 吉田大洋、山﨑匠馬、西谷衆平、竹谷今日子、末澤慧、五月女妃苗、柳昇希、金慶鎬、權勇上、王世林、楊鋭 | Cindy H. Yamauchi  | 1月14日        |
| 第15話 |          | 擴散之力       | 大西信介 | 川尻善昭           | うえだしげる       | 西谷衆平、Won Chang hee、Joung Eun joung、Park Se young、Kim Si won、Lee Joo hyeun |                    | 1月21日        |
| 第16話 |          | 最棒的暗殺者   | 石田勝也 | 佐藤竜雄           | 長澤剛             | 都竹隆治、西田美弥子 | 大舘康二、黄瀬和哉 | 1月28日        |
| 第17話 |          | 其他5個        | 猪爪慎一 | 坂田純一           | 貞光紳也           | Park Hoon、Park Se young、Kim Si won、Joung Eun joung、Lee Joo hyeun | 大舘康二、黄瀬和哉 | 2月4日         |
| 第18話 |          | 最後的晚餐     | 冨岡淳広 | 大槻敦史           | 孫承希             | Jang Chul-ho、THE SUN | 大舘康二、黄瀬和哉 | 2月11日        |
| 第19話 |          | 人類的未來     | 大西信介 | 坂田純一           | 真野玲             | 飯飼一幸、武志鵬、西田美弥子、櫻井拓郎 | 大舘康二、黄瀬和哉 | 2月18日        |
| 第20話 |          | 名譽的代價     | 石田勝也 | 黄瀬和哉           | 松井郁洋、三橋和弥 | Won Chang hee、Oh Eun soo | 大舘康二、黄瀬和哉 | 2月25日        |
| 第21話 |          | 對話的時間     | 猪爪慎一 | 大槻敦史           | 真野玲             | 武志鵬、西田美弥子、大木克成、BigOwl | 黄瀬和哉           | 3月4日         |
| 第22話 |          | 覺悟之翼       | 冨岡淳広 | 川尻善昭           | うえだしげる       | 諸葛子敬、Park Hoon、Park Se young、Kim Si won、Joung Eun joung、Lee Joo hyeun | 黄瀬和哉、大舘康二 | 3月11日        |
| 第23話 |          | 思緒的盡頭     | 大西信介 | 川尻善昭           | 末澤慧             | 山﨑匠馬 |                    | 3月18日        |
| 第24話 |          | 最後的箭       | 猪爪慎一 | 黄瀬和哉           | 長澤剛             | 黄瀬和哉 |                    | 3月25日        |